# Welcome to Medina
Welcome to Medina (deutsch: „Willkommen bei Medina“) ist das zweite Studioalbum und das internationale Debütalbum der dänischen Sängerin Medina. Es wurde am 23. Juli 2010 in Deutschland veröffentlicht. Die dänische Version Velkommen til Medina wurde bereits am 21. August 2009 in Dänemark veröffentlicht, wo es Platz 2 der Albumcharts erreichte.

## Hintergrund
Mit ihrem zweiten Studioalbum Velkommen til Medina wurde die dänische Sängerin Medina bekannt. Besonders ihre erste Single aus dem Album, Kun for mig (deutsch: „Nur für mich“), wurde ein großer Erfolg und ist die meistverkaufte Single des Jahres 2009 in Dänemark. Mit mehr als 60.000 verkauften Exemplaren erreichte sie Doppelplatin. Am 24. Juli 2009 wurde die zweite Single Velkommen til Medina aus dem gleichnamigen Album in Dänemark veröffentlicht. Am 2. November desselben Jahres dann als dritte Single Ensom. Beide konnten an den Erfolg von Kun for mig anschließen und erreichten die Spitzenposition beziehungsweise Platz 2 in den dänischen Charts.
Am 23. November 2009 erschien die Special-Edition des Albums, welche eine Bonus-CD beinhaltet, auf der unter anderem Remixe ihres Lieds You & I enthalten sind. Außerdem enthält die CD eine abgeänderte Version des Lieds Kun for mig, auf der der dänische Rapper Liam O’Connor, kurz L.O.C., einen Rap-Part beisteuert. Diese neue Version mit dem Titel Kun for dig wurde ein weiterer Nummer-eins-Hit für Medina und hielt sich mehr als 20 Wochen in den dänischen Charts.
| Land        | Datum         | Label        | Format       |
| ----------- | ------------- | ------------ | ------------ |
| Deutschland | 23. Juli 2010 | EMI          | CD, Download |
| Schweiz     | 23. Juli 2010 | EMI          | CD, Download |
| Österreich  | 23. Juli 2010 | EMI          | CD, Download |
| Dänemark    | 26. Juli 2010 | Attack Music | CD, Download |

Nach dem großen Erfolg mit ihrem zweiten dänischen Studioalbum Velkommen til Medina und der ausgekoppelten Single Kun for mig wurde diese für eine internationale Veröffentlichung ins Englische übersetzt. You & I wurde ein Erfolg für Medina und erreichte Platz 10 der deutschen Singlecharts sowie die Top 40 der Charts in Österreich, der Schweiz und Großbritannien und die Spitzenposition der dortigen Dance-Charts. Die zweite internationale Singleveröffentlichung ist Lonely, die englische Übersetzung des Hits Ensom, der Platz 2 der dänischen Singlecharts erreichte.
Im Juli 2010 veröffentlichte Medina dann ihr internationales Debütalbum mit dem Titel Welcome to Medina. Für dieses wurden die dänischen Lieder Kun for mig, Velkommen til Medina, Ensom und Vi to (deutsch: „Wir zwei“) ins Englische übersetzt. Medina sagte, sie sei sehr stolz auf das Album und, dass es einen „internationalen Sound“ habe. Für die Übersetzungen arbeitete Medina erneut mit den Songwritern und Produzenten der dänischen Version zusammen, die unter anderem für Kylie Minogue und Britney Spears gearbeitet haben. Die Titel You & I, Welcome to Medina, Lonely und The One finden sich neben sieben extra für das Album neu komponierten Stücken auf dem Album. Medina sprach in einem Interview über die Bedeutungen von zwei der neuen Lieder Selfish (deutsch: „Selbstsüchtig“) und Gutter (deutsch: „Gosse“): „Ich denke jeder Mensch hat eine selbstsüchtige Persönlichkeit, wenn es um bestimmte Dinge geht. Das Lied Selfish bedeutet so viel wie: ‚In deiner Gegenwart werde ich sehr selbstsüchtig sein und es ist mir egal, was du darüber denkst.‘ […] Gutter ist ein Liebeslied. Es handelt von einer sehr schlechten Beziehung, in der man wieder und wieder in den Dreck gestoßen wird, aber man immer wieder zurückgekrochen kommt. Aber diesmal nicht. Sollte er auch sterben, ich lasse ihn in der Gosse zurück.“

## Titellisten

### Welcome to Medina
| #   | Titel                                                                           | Dauer |
| --- | ------------------------------------------------------------------------------- | ----- |
| 01. | Welcome to Medina Medina, Rasmus Stabell, Jeppe Federspiel, Lisa Greene         | 3:55  |
| 02. | You & I Medina, Stabell, Federspiel, Adam Powers, Julie Steincke                | 2:54  |
| 03. | Addiction Medina, Stabell, Federspiel, Greene                                   | 3:38  |
| 04. | Lonely Medina, Stabell, Federspiel, Bjerre                                      | 3:11  |
| 05. | 6 AM Medina, Stabell, Federspiel, Terri Bjerre                                  | 3:29  |
| 06. | In Your Arms Medina, Stabell, Federspiel, Greene                                | 3:40  |
| 07. | Happy Medina, Stabell, Federspiel, Greene                                       | 3:33  |
| 08. | The One Medina, Stabell, Federspiel, Bjerre                                     | 3:58  |
| 09. | Gutter Medina, Stabell, Federspiel, Viktoria Siff Emilie Hansen                 | 3:26  |
| 10. | Selfish Medina, Stabell, Federspiel, Bjerre                                     | 3:46  |
| 11. | Execute Me Medina, Stabell, Federspiel, Greene                                  | 3:40  |
| 12. | You & I (Akustikversion) Medina, Stabell, Federspiel, Powers, Steincke          | 2:57  |
| 13. | Sundown Medina, Stabell, Federspiel, Bjerre                                     | 3:08  |
| 14. | Yo Sin Ti (spanische Version von You & I) Medina, Stabell, Federspiel, Cárdenas | 2:57  |

### Velkommen til Medina
| #   | Titel                                                         | Dauer |
| --- | ------------------------------------------------------------- | ----- |
| 01. | Velkommen til Medina Medina, Rasmus Stabell, Jeppe Federspiel | 4:58  |
| 02. | Kun for mig Medina, Stabell, Federspiel                       | 4:16  |
| 03. | Rick Ross Medina, Christian Von Staffeldt                     | 3:01  |
| 04. | Stikker du af Medina, Stabell, Federspiel                     | 3:24  |
| 05. | Ensom Medina, Stabell, Federspiel                             | 4:12  |
| 06. | Vi to Medina, Stabell, Federspiel                             | 4:02  |
| 07. | Joanna Medina, Von Staffeldt                                  | 3:30  |
| 08. | Jante Medina, Stabell, Federspiel                             | 3:32  |
| 09. | Perfektion Medina, Von Staffeldt                              | 3:19  |
| 10. | Er du med Medina, Stabell, Federspiel                         | 5:10  |

## Mitwirkende
Die folgenden Personen trugen zur Entstehung von Welcome to Medina bei.
- Gesang: Medina Valbak
- Produktion, Mixing, Mastering: Providers
- Mixing, Mastering: Anders Schumann
- Ausführende Produzenten: Rasmus Stabell, Jeppe Federspiel, Thomas Borresen
- Instrumente: Rasmus Stabell, Jeppe Federspiel
- Artwork: Rasmus Stabell, Sigurd Hoyen
- Fotografien: Sigurd Hoyen

## Rezeption

### Rezensionen
Das Album wurde von Kritikern gemischt aufgenommen. Matthias Reichel von CDStarts gab dem Album eine neutrale Bewertung: „So richtig frisch klingt das Gesamtpaket auf Welcome to Medina nicht. Es mag vielleicht Einbildung sein, aber Titeln wie Lonely oder In Your Arms kann man ihre europäische Herkunft durchaus anhören, da die Kombination aus satten Bässen, elektronischen Elementen, großflächigen Synthesizer-Landschaften, pappigen Beats und poppigen Melodien, die sofort ins Ohr gehen sollen, vor allem in Deutschland bereits in den 90er Jahren Verwendung fanden.“ Des Weiteren beschrieb er die Musik des Albums als „Wiederaufbereitung des 90er-Jahre-Trash-Pop, die wohlgemerkt ein paar interessante Momente zu bieten hat, unterm Strich aber nicht vom Hocker reißen kann, weil dazu einfach das internationale Hitpotenzial fehlt.“
Andrea Halter von 1Live beschrieb die Lieder auf Welcome to Medina als „Clubmusik mit ernsthafteren Lyrics, eine nicht gerade häufige Kombi […] Auf Welcome to Medina gibt es auch ruhigere Nummern, aber das Album ist definitiv ein Dancealbum. Sehr schnell, sehr clubbig, sehr kraftvoll.“

### Chartplatzierungen
| ChartsChartplatzierungen | Höchstplatzierung | Wochen |
| ------------------------ | ----------------- | ------ |
| Dänemark (IFPI/Nielsen)  | 2 (… Wo.)         | …      |

| ChartsJahrescharts (2023) | Platzierung |
| ------------------------- | ----------- |
| Dänemark (IFPI/Nielsen)   | 66          |

| ChartsChartplatzierungen | Höchstplatzierung | Wochen |
| ------------------------ | ----------------- | ------ |
| Dänemark (IFPI/Nielsen)  | 11 (12 Wo.)       | 12     |
| Deutschland (GfK)        | 9 (23 Wo.)        | 23     |
| Österreich (Ö3)          | 45 (4 Wo.)        | 4      |
| Schweiz (IFPI)           | 24 (9 Wo.)        | 9      |

### Auszeichnungen für Musikverkäufe
Velkommen til Medina

| Land/Region     | Auszeichnungen für Musikverkäufe (Land/Region, Auszeichnung, Verkäufe) | Verkäufe |
| --------------- | ---------------------------------------------------------------------- | -------- |
| Dänemark (IFPI) | 6× Platin                                                              | 120.000  |
| Europa (Impala) | Silber                                                                 | (30.000) |
| Insgesamt       | 1× Silber · 6× Platin ·                                                | 120.000  |

Welcome to Medina

| Land/Region        | Auszeichnungen für Musikverkäufe (Land/Region, Auszeichnung, Verkäufe) | Verkäufe |
| ------------------ | ---------------------------------------------------------------------- | -------- |
| Dänemark (IFPI)    | Gold                                                                   | 10.000   |
| Deutschland (BVMI) | Gold                                                                   | 100.000  |
| Insgesamt          | 2× Gold ·                                                              | 110.000  |